# 钟睒睒
钟睒睒（1954年12月—），男，汉族，浙江紹興诸暨人，中国企业家。现任农夫山泉董事长兼总经理、养生堂董事长。

## 生平
1954年12月初，出生于浙江诸暨，因文化大革命中断学业只上到小学五年级，做过泥瓦匠和木工，1977年恢复高考后两次失利，后考入电大，1985年毕业于浙江广播电视大学汉语言文学专业。1983年进入《浙江日报》农村部担任一名记者，1988年辞职去海南经商，起初從事种蘑菇、卖窗帘、养对虾，但未能盈利。1991年前后，钟睒睒成为娃哈哈口服液在海南和广西的代理商。後來钟睒睒自己创业，1993年创建养生堂，1996年9月创建农夫山泉。
2023年起，钟睒睒已經卸任12間農夫山泉旗下公司的法定代表人職務。

## 财富
2020年9月8日，农夫山泉在港交所上市后，钟睒睒身家达到629亿美元，超过身家为568亿美元的马化腾，成为中国新首富。随后午盘涨幅收窄，钟睒睒身家回落至3795.88亿港元。据福布斯实时富豪排行榜显示，此时其身价排在马化腾（4347.86亿港元）、马云（3975.85亿港元）之后，暂列中国富豪财富第三位。根据2020年10月20日发布的《2020胡润百富榜》，钟睒睒位居第三位，总财富为3650亿元人民币，为首次入榜。11月17日，钟睒睒再度成為中國首富。2020年12月, 根據彭博億萬富豪指數, 鍾睒睒財富淨值達到778億美元, 全球排名第11位。超越阿里巴巴創辦人馬雲成為中國首富，更超越印度首富穆克什·安巴尼，成為亞洲首富。
根据2021-2023年发布的《胡润百富榜》，钟睒睒連續3年成為中國首富，以4,500億元人民幣的財富排在全球第21位。2024年10月29日发布的榜单显示，钟睒睒的财富较上一年减少1100亿元，位居第二。

## 轶事
钟睒睒自述，不喜与人打交道，曾自嘲是一个独来独往的人。外界因此称他“独狼”。

## 家庭
父亲钟杨翼，1949年起先后在浙江日报社、浙江人民广播电台任职，1993年离休。母亲郭瑾，曾在绍兴军管处秘书处、萧山县委长河区、萧山县妇联、浙江省妇联工作，1980年10月退休，2024年3月11日逝世，享年95岁。
妻子为卢晓萍，卢晓萍有两个姐姐卢晓苇、卢晓芙，分别是养生堂的董事及总经理，另有一个哥哥卢成。儿子钟墅子，美国籍，毕业于加州大学尔湾分校，现任农夫山泉董事会非执行董事及审核委员会成员。

## 观点
钟睒睒反对直播带货，并于2024年11月19日炮轰指责拼多多。认为以直播带货为主要销货渠道的互联网平台所形成的价格体系不利于中国产业的发展，是对产业的伤害，并呼吁政府干预。